# Дадлі Кларк
Дадлі Врангель Кларк (англ. Dudley Wrangel Clarke; 27 квітня 1899, Йоганнесбург — 7 травня 1974, Лондон) — офіцер британської армії, відомий як піонер військових операцій з організації та проведення операцій з введення в оману під час Другої світової війни. Його ідеї щодо поєднання вигаданих бойових порядків, візуального обману та подвійних агентів допомогли визначити стратегію обману союзниками противника під час війни, за що його називають «найбільшим британським обманщиком Другої світової війни». Кларк також зіграв важливу роль у створенні трьох відомих військових структур, а саме британських командос, Спеціальної повітряної служби та рейнджерів США.

## Біографія
Дадлі Врангель Кларк народився в Йоганнесбурзі та виріс поблизу Лондона. 1916 року приєднався до Королівської артилерії, але перейшов до Королівського льотного корпусу після того, як виявив, що він занадто молодий, щоб воювати у Франції. Першу світову війну він провів, навчаючись літати, спочатку в Редінгу, а потім у Єгипті. У 1919 році Кларк повернувся до Королівської артилерії та зробив кар'єру, займаючись розвідувальною роботою на Близькому Сході. У 1936 році його відправили до Палестини, де він допомагав в організації британських репресій у ході арабського повстання 1936 року. Під час Другої світової війни Кларк приєднався до штабу Джона Ділла, де запропонував і допоміг реалізувати ідею рейдів у Францію — був ініціатором створення британських командос.
У 1940 році Арчибальд Вейвелл викликав Кларка в Каїр і призначив його відповідальним за проведення операцій зі стратегічного обману. Як прикриття, він був найнятий для створення регіональної організації для MI9, британського відділу втечі та уникнення. Наступного року Кларк отримав військову установу та створив передовий штаб «А» з невеликим штатом для планування операцій з обману. Задовольнившись структурою відділу, він налагодив контакти з розвідкою в Туреччині та Іспанії. Наприкінці 1941 року Кларка викликали до Лондона, де його робота з проведення операцій зі стратегічного обману привернула увагу вищого командування союзників. Незабаром після цього, перебуваючи в Мадриді, його заарештували в жіночому одязі за обставин, які залишаються нез'ясованими. Його відпустили і після допиту губернатором Гібралтару йому дозволили повернутися до Каїра.
За час відсутності Кларка система дезінформаційних операцій у Середньосхідному Командуванні заплуталася. Полковник Ральф Бегнольд очолив планування обману, відсунувши групу «А» вбік. Кларка відправили в Ель-Аламейн, звідки відступали війська союзників, для розробки планів обману. Після повернення Баґнольда було відсторонено, а групу «А» відновлено як головний відділ з обману. Протягом 1942 року Кларк реалізовував операцію «Каскад», бойову дезінформаційну операцію, якій додав багато вигаданих підрозділів до формувань союзників. «Каскад» мав успіх; до кінця війни противник вважав більшість формувань, утворених Кларком, за реальні. З 1942 по 1945 рік Кларк продовжував організовувати дезінформаційні операції в Північній Африці та Південній Європі. Після війни його попросили записати історію групи «А».
Він вийшов на пенсію в 1947 році і прожив решту свого життя у відносній невідомості. Окрім літературної кар'єри, результатом якої стало створення двох романів та трилера, він працював у Консервативній партії та був директором Securicor. Помер у Лондоні в 1974 році.